# ユグドラ・ユニオン
『ユグドラ・ユニオン』（英題: Yggdra Union: We'll Never Fight Alone）は、スティングが開発・発売した日本のシミュレーションRPGである。キャラクターデザインはきゆづきさとこ、カードデザインは戸部淑。
2006年3月23日にゲームボーイアドバンス用ゲームソフトとして発売され、2008年1月24日には新キャラクター、新マップ等の追加及び、キャラクターボイスを追加したPlayStation Portable版が発売。また、2019年4月11日には画質をHD化しシステムの見直しを行ったiOS・Android版が発売され、2020年3月5日にはこれをベースに新要素を加えたNintendo Switch版が発売された。2023年には、PC版の正式版がSteamで配信を開始。

## 概要
剣と魔法の世界を舞台に、亡国の王女が軍勢を率い、祖国を滅ぼした帝国との戦争を勝ち抜いていくという内容のシミュレーションRPG。世界観を共有する『Dept. Heaven Episodesシリーズ』の第2作として製作され、前作『Riviera 〜約束の地リヴィエラ〜』とはシステム等も含めて大きく異なったシミュレーションRPGとなった。ゲームは1マップを1ステージとしたキャンペーンシナリオとして展開し、ステージ中は敵味方それぞれのフェイズを交代で行うターン制が採用されている。戦略性が重要となるゲームで、システムが比較的複雑だが、ゲーム中にも詳細なチュートリアルが行われる。
登場人物のキャラクターデザインは可愛らしい絵柄で描かれている一方、物語は人間同士が戦争で殺し合い、敵対する登場人物が次々と戦死していくというシリアスな内容になっており、ミスマッチな絵柄と内容から生じる持ち味が意図されている。
GBA版の初回生産分には初回特典としてキャラメイキングカードとフルメタルストラップが同梱されていた。
『Dept. Heaven Episodesシリーズ』の次作でもある、2008年9月25日発売のニンテンドーDS用ソフト『ナイツ・イン・ザ・ナイトメア』では、DS本体のGBA専用スロットに本作を挿した状態で『ナイツ・イン・ザ・ナイトメア』をプレイすると、本作のキャラクターが絡んだ特典要素を楽しむことができる。同作の発売時には、本作のGBA版とのセット販売である特別版「ナイツ・イン・ザ・ナイトメア Dept. Heaven Episodesシリーズスペシャルパック」も発売された。
『「ユニオン」シリーズ』の第1作としても位置付けられており、2010年5月27日には本作の過去の時代を舞台に、本作では敵として登場した登場人物たちに焦点を当てた次作、『ブレイズ・ユニオン』が発売されている。

## ゲームシステム
本作の大きな特徴として、タクティクスカード（以下「カード」）の存在がある。各バトルフィールドの出撃準備時、プレイヤーは出撃メンバーを決定するのと同様に、使用するカードを手持ちの中から各バトルフィールド毎に定められた規定の枚数分選択する必要がある。
カードにはそれぞれ攻撃力・移動力・スキル・エースタイプが設定されている。
攻撃力は戦闘で勝利した場合に相手の士気を低下させる度合いを表した数値である。0になった場合そのユニットは撃破され、命を落としたり撤退したりする。なお、常にそのままの数値が適用されるわけではなく、最終的なダメージは残存兵力や能力差、地形効果などを加味した上で決定される。
移動力はそのターンで全ての味方ユニットが移動可能なブロック数の合計値である。よって1ユニットだけを大きく動かすこと、複数ユニットを全体的に動かすことも可能である。
スキルは戦闘中に一定の条件を満たすことで発動できる特殊技で、敵を状態異常にさせたり、自軍の士気を回復させたりと、その効果はカードに応じて様々である。このスキルを発動させるための条件の一つにエースタイプがある。エースタイプがユニオンリーダー（後述する）の武器と一致していないと、その戦闘ではスキルを使うことはできない。
プレイヤーはこれらの要素を考慮した上で、各バトルフィールド開始時に手持ちのカードから持ち込むカードをバトルフィールドごとに定められている規定枚数だけ選択しなくてはならない。また、各ターン開始時に持ち込んだカードの中から1枚を選択しなければならない。なお、一度選択したカードはそのバトルフィールドが終了するか、状況が進展するイベントが発生するまでは再度選択することはできない。よってカードを使い切ってしまった場合、基本的にはゲームオーバーとなる。
それぞれのバトルフィールドには、勝利条件と敗北条件が設定されている。この勝利条件を達成すると、そのバトルフィールドが終了するか、状況が進展することとなる。また、多くのバトルフィールドで「ミラノの士気が0になる」「ユグドラの士気が0になる」「カードを全て使い切る」が敗北条件となっており、いずれかの条件を満たすとゲームオーバーとなる。このほかの条件が存在する場合もある。
戦闘は原則1ターンにつき1回行うことができ、敵味方ともにユニオンリーダー（切り込み隊長）とその近辺の仲間でユニオンと呼ばれる最大5人までのグループを組んで集団戦を行う。ユニオンに人数差がある場合は少ない側のユニットが相手の人数に合わせるために連戦しなければならず、その際はハンデが課せられるが、ユニットには武器による相性やタイプ別の攻撃相性も存在するため、ユニオン人数が多い側が一概に有利であるとは限らない。
ステージ中に入手したアイテムは戦利品として一度保管され、次ステージ以降の出撃準備時に、ユニットに装備させるか、士気回復のための褒章として消費することができる。装備させた場合は、アイテム毎に設定された耐久度（ステージ数）が消費されるなどしてアイテムが失われるまで二度と外すことはできない。装備条件はアイテムによって異なり、性別やユニットタイプだけでなく、物によっては「読解力のある人」「婚約者がいない人」「ゲテモノOKな人」などユニークな条件を伴う場合もある。またそのアイテムを装備ではなく褒章として消費した場合、その回復の度合いは各人の好みによって大きく異なるが、事前に回復量が表示されるため、効果の判別は可能である。更に、資金の概念が存在しない本作においては、物々交換の手段としてもアイテムは大きな意味を持つ。使用または放置することで変化するアイテムや、そこからの更なる分岐なども存在する。
クリア後にエキストラコンテンツの補完等のやり込み要素があるが、2周目以降へのステータス引継ぎ等はない。

## ストーリー
古来より神々の血を受け継いだ王家の一族によって統治され、豊かで安定していたファンタジニア王国は、新生ブロンキア帝国の侵攻を受ける。国土は侵略され、国王は命を落とし、王都パルティナは遂に陥落する。
王女ユグドラは、代々ファンタジニア王にのみ受け継がれてきた聖剣「グラン・センチュリオ」を手に逃げ延びて行くが、盗賊王のミラノに窮地を救われ、それをきっかけとして共に王国の再興に向けて戦い始める。ユグドラは聖剣が正義を体現するという伝説を心の支えに、多くの仲間を得て幾多の苦難や犠牲を乗り越え、次々と現れる強敵を討ち取り、帝国を率いる指導者ガルカーサとの戦争を勝ち抜いていくが、やがて戦争の陰には地上世界の歴史を操ってきた、ある存在の暗躍があることを知ることになる。

## キャラクター
「声」はPSP版で役を演じた担当声優を示す。

### 王国軍
王女ユグドラ
声 - 中原麻衣
物語の中心人物。フルネームはユグドラ＝ユリル＝アルトワルツ。父親は先代国王でもある「オルディーン」。わずか17歳にしてファンタジニア王国の王女であり、王族の最後の生き残り。王都パルティナが陥落したため、王国に代々伝わる聖剣「グラン・センチュリオ」を手に辺境へと落ち延びてゆく。大陸南端のノルン峡谷にて、たまたま空いていた砦に逃げ込んだところ、帝国軍に火をかけられ絶体絶命の窮地に追い込まれるが、砦の持ち主であるミラノに助けてもらい、パルティナ城を渡す条件で、ミラノと共に戦う。
おっとりとした性格で、真面目だが世間とずれている面もある。一方、ゲーム本編で両親の仇である焔帝ガルカーサと相対した際には、憎悪に駆られて我を失うほど激昂する激しい一面も見せ、そのことが災いしてガルカーサに拉致され、生贄にされそうになる場面もあった。その後、ナハトの祭壇にて戴冠し、正式な第32代ファンタジニア国王に即位した。王国軍が攻勢に転じる物語後半では戦争指導者としての責任や苦悩を体験していくこととなる。
本作では彼女の沐浴シーンがあるが、日本版では下半身が木の葉で隠されているのに対して、北米版では隠されていない。
銀狼のミラノ
声 - 沢城みゆき
本作のプレイヤーキャラクターとして位置づけられる主人公の一人。ユグドラと同じ17歳。その名を冠するミラノ盗賊団の首領の少年。義賊として、子分の数も多く信頼されている。通称「銀狼のミラノ」「盗賊王」。留守中にアジトを帝国軍に焼き払われたミラノ盗賊団は、火を放った帝国軍と交戦し撃退してしまう。帝国に追われる身となり、住処まで失った盗賊団は、新しい住処としてパルティナ城を譲り受けることを条件にユグドラに手を貸す事になる。パルティナ城奪還によってその目標は達成されるが、その後自分の本望は何かという自問自答の後、結局は成り行きで最後まで付き合う。声優の沢城みゆきによると、開発スタッフから「ミラノは古代種族の王家の末裔」という裏設定があると聞かされたとの事。
騎士団長デュラン
声 - 私市淳
ファンタジニア王国第三騎士団の団長。年齢は24歳。王都パルティナの陥落後、帝国軍の追撃部隊に追い詰められ最後まで抵抗していた。危ういところでミラノ盗賊団とユグドラに救われ、パルティナ王国解放のため共に戦う。騎兵としてのみならず、戦いに不慣れなユグドラの参謀役としても活躍する。騎士道を絵に描いたかの如く真面目な性格で、敵や年少者であっても認めるべき相手には礼を欠かさない。アイテム装備によってドラゴンナイトにクラスチェンジすることができる。
天然少女ニーチェ
声 - 前田愛
ファンタジニア王国の南東に位置するエンベリア公国出身のウンディーネ族の12歳の少女。女系種族であるウンディーネ族は転生によって種を保っているが、彼女の姉はとある男にそそのかされ、転生のために必要な「転生石」と呼ばれる石を持ち出し、奪われてしまう。姉はその事を苦にし自殺、転生石を失ったウンディーネ族は「永らえるためには人の生き血が必要」という情報を吹き込まれ、人を襲うようになる。事の顛末を唯一知るニーチェは、転生石を探すためにユグドラたちの仲間に加わる。
黒薔薇家総帥ロズウェル
声 - 金子英彦
ヴァーレンヒルズの北半分を占める『黒薔薇（ブランテーゼ）』家の総帥。大魔導士『バロイ』を同じく祖に持ち、土地を二分している白薔薇家とは、現在では敵対関係にある。ロザリィより年上の21歳。帝国軍に魔導砲『アンク』を奪われ、プレイヤーの選択によってはユグドラたちと行動を共にすることになる。
白薔薇家総帥ロザリィ
声 - 佐藤朱
ヴァーレンヒルズの南半分を占める『白薔薇（エスメラルダ）』家の総帥。大魔導士『バロイ』を同じく祖に持ち、土地を二分している黒薔薇家とは、現在では敵対関係にある。19歳。帝国軍に魔導砲『アンク』を奪われ、プレイヤーの選択によってはユグドラたちと行動を共にすることになる。
革命戦士クルス
声 - 菅沼久義
マルドゥークの森を拠点に活動していたレジスタンスのリーダー。22歳。ラッセルと同じくカローナの出身で、帝国に奪われたカローナ要塞をしばしば夜襲していたらしい。ミゼル率いる賞金稼ぎにアジトを奪われた際、偶然森を通りかかったミラノ達の協力を得て、アジトを奪還。その後も成り行きでついていくことになる。作戦会議で夜襲の提案を完全に無視されるというエピソードがあり、『ユグドラ・ユニゾン』のドラマCDにもこのエピソードを踏襲する場面がある。隠しキャラの一人で、条件を満たしていないと仲間に入らない。

#### その他の仲間たち
気まぐれキリエ
声 - 榊原ゆい
ミラノの幼馴染の少女で古代種族の末裔。年齢はミラノと同じ17歳である。グリフォン使いであり、愛獣のアル（本名…アインシュテルム＝ヴィクトール）と共にミラノの窮地に駆けつける。カードはミラージュやグラヴィティカオスを使う。ミラノには好意を抱いているようで、ユグドラに対しては心中穏やかではない模様。これはファンタジニア王国がかつて古代種族に対して迫害を掛けた過去があるからでもある。ユグドラ達、というよりはミラノの窮地に度々駆けつけては助けてくれるが、正式に仲間としては参入しない。『Riviera 〜約束の地リヴィエラ〜』で「聖キリエ」の名を冠するアイテムが登場するが、彼女が由来かどうかは不明である。
鋼のゴードン
メリア教国を守護する「テンプルナイツ」のリーダー。28歳。ユグドラが聖域へ向かう際に一時的に王国軍の指揮下に入るが、正式に仲間として参入することはない。
忠義なるコブン
ミラノ盗賊団の一員。正確には一人のキャラクターではなく、盗賊団員のことを指していう言葉である。コブンというキャラクターが登場するたびに一人称や口調が変わるのはそのため。

### 新生ブロンキア帝国
焔帝ガルカーサ
声 - 三浦祥朗
新生ブロンキア帝国の皇帝。焔帝と称される。年齢は20歳と若き青年だが、先帝を武力によって廃し、自らが皇帝となって独裁政治を始め、ファンタジニア王国に侵略戦争を仕掛けた。なお、独裁とはいうものの、ブロンキアの国民は先帝の悪政に辟易していたため、彼の専制は国民に歓迎され信頼も厚い。
双生の戦乙女アイギナ / ルシエナ
声 - 藤野とも子
赤と黒で彩られた甲冑に身を包んだ金髪の少女。双子であり、ルシエナが姉。同じ容姿の二人組であることは終盤まで秘密にされており、同一人物であるかのように見せかけつつの別行動により「神出鬼没の戦乙女」として帝国軍を数々の勝利へと導く。ユグドラと同じ金髪碧眼を持ち、彼女に対して激しい憎悪を向けるが、その理由や出自の秘密は伏せられている。18歳であり、ユグドラよりも年上。なお次作『ブレイズ・ユニオン』では、本作では示唆されるのみであった彼女らの出自についても明言されている。
宮廷魔術師ユーディ
声 - 前田愛
サディスティックな性格の宮廷魔術師。28歳。火砲の扱いにも長け、大砲・アンクカノンを用いて度々王国軍を苦しめる。
傭兵団長インザーギ
声 - 藤原勝也
21歳の傭兵隊の隊長。金のためならあらゆる事に手を染める。主に帝国軍に雇われている形で登場するが、オルテガ山賊団の一員として登場することもある。
暗殺者ジルヴァ
声 - 鈴木麻里子
帝国軍暗殺部隊のリーダーで、冷静な性格をしている。隊員であるエレナに目をかけている。年齢は20歳。
見習いエレナ
声 - 牧島有希
ジルヴァ率いる帝国軍暗殺部隊の隊員。16歳。アサシンとしての腕は未熟。
帝国の軍人の家系であり、レオンの実の妹。残虐非道な戦い方をする兄を止めるため、帝国軍の特殊部隊に入隊し機会を窺っている。

#### 五頭竜将
五頭竜将（いずりゅうしょう）とは、焔帝ガルカーサの直属の部下。それぞれ高い戦闘能力を持つ。
緋雪姫エミリオ
声 - 野中藍
ガルカーサの異母妹。緋色の羽を振りまきながら、勇ましく戦う姿から「緋雪姫（ひせっき）」と称される。14歳ながら、兄同様の強さを誇り、五頭竜将の一人として名を連ねる。兄に劣らぬ強力な技の使い手。『電撃「マ）王』2006年6月号に掲載されたユグドラ・ユニオンの紹介記事において、“無邪気な性格で、他人を疑う事を知らない”との設定が書かれていたが、ゲーム中では反映されていない。
黒騎士レオン
声 - 金子英彦
五頭竜将の一人にして、エレナの実の兄。22歳。性格は横暴かつ残忍で、戦う理由も大義などの為ではなく純粋に戦いを楽しみたいため。王国軍のデュランと対照的な性格であり、また彼との戦闘時のやりとりから彼とは少なからず因縁があるようだ。
軍神バルドゥス
声 - 稲田徹
焔帝の信頼も厚い「軍神」。55歳。配下のガーディアンナイトと共に、難攻不落のイシュナート要塞を守る。
堕天のネシア
声 - 三宅淳一
帝国軍の参謀で、五頭竜将の一人でもある。年齢は19歳。輪廻転生を司る魔術師。
魔剣士ラッセル
声 - 渡辺武彦
ファンタジニア王国・カローナ出身の25歳の剣士。斬鉄剣をはじめとした数々の魔剣を操り『魔剣士』の異名を持つ。五頭竜将の一員として序盤から、王国軍に度々交戦する。カローナが陥落した際に帝国軍に捕らえられた際に剣の腕を高く買われ、現在では五頭竜将の一人に重用されているものの、帝国によって婚約者を人質に取られている。

#### 帝国領の民間人
フラウベの娘モニカ
声 - 榊原ゆい
王国軍が帝国領に侵攻してきた際に、祖国を守るため「反パルタ勢力」を率いて立ち上がった民間人の少女。16歳。
勇者カナン
モニカの幼なじみ。17歳。モニカと同様、訓練を受けていない民間人のため、実力は低い。

### その他の国のキャラクター
女王エメローネ
声 - 牧島有希
ウンディーネの国、エンベリア公国の女王。26歳。気品と愛情に満ち、人間からも慕われていた。
特攻のイシーヌ
声 - 鎌田梢
エメローネ配下の戦士。25歳。非常に好戦的。
賞金稼ぎミゼル
声 - 三宅淳一
マルドゥークの森に拠点を持つ21歳の賞金稼ぎ。趣味は靴集めで、集めた賞金はすべて靴を買うために使っているらしい。高額の賞金首であるユグドラの前によく現れる。敵キャラでは珍しい生存者。
山賊王オルテガ
声 - 高塚正也
ヴァーレンヒルズ付近に根城を持つ「山賊王」。32歳。部下の信頼も厚い。
不思議魔女パメラ
声 - 野中藍
マルドゥークの森に住む15歳の魔女。ヘンな性格をしているが、魔力は高い。クラスは、国内GBA版ではウィッチだったが、海外GBA版及び、PSP版ではミスティックウィッチという固有クラスで登場する。PSP版では2周目以降、条件を満たせば王国軍の仲間として加入する。
蛮族王ドルト
ニルルド砂漠に拠点を置く「蛮族王」。38歳。荒れくれ者ながら信仰深く、太陽神バーラパーサ（生ける要塞マモリガミ）を守り神として奉っている。
教皇ヨハイム
声 - 高塚正也
第47代メリア教国の教皇。64歳。
大司教マルディム
メリア教国の大司教でユベロンの腹心。29歳。帝国と密通していたらしく、そのうちユベロンを裏切るはずだった。神官でありながら神を信じていない。
枢機卿ユベロン
財力を背景に現教皇を廃し、自らその座を奪わんとした枢機卿。49歳。すべてはマルディムの責任だと言ったり、命乞いをするなど、かなり情けない人物。
妖しのアマレウス
ユベロン配下の部隊（通称メリアント）の暗殺者。20代。強い信仰心を持っており、死をも恐れない。
マリエッタ
声 - 鈴木麻里子
天界の狭間の番人。ヘヴンズゲートの警戒に従事する守護天使。
『Riviera 〜約束の地リヴィエラ〜』のフレーベル大聖堂に登場する堕天使のインフェルノスと姿形が酷似している。PSP版『リヴィエラ』の初回特典に付属されている「Riviera Designer's Works」において、戸部淑がPSP版での新規追加された堕天使のCGの解説では、『ユグドラ・ユニオン』のマリエッタに触発されて描いたとコメントしている。

### PSP版追加キャラクター
ミステール
声 - 鎌田梢
ブライの孫娘。28歳。自称「主婦」だが、夫がどこにいるのかは不明。大鎌を取り王国軍の一員として同行する。
ブライ
声 - 服巻浩司
ユグドラの祖父王の代から王国に仕えていた元軍師。現在はレネシー山脈の奥深くに隠居している。
367号
声 - 鈴木麻里子
実験体の天使。告死天使の実験体で、ディヴァインの亜種である「試トゥールII型」を使う。ディヴァインとの連動値が100%を超えると髪が金色になり、気性も激しくなる。
上級神界兵
ディヴァイン「神斧トゥール」の試作型、「試トゥールII型」の製作にあたっている。
下級神界兵

## クラス
個々のユニットは必ず特定のクラスに属している。

### 固有クラス
名前付きのキャラクター専用のクラス
ソードメイデン
ゲーム前半におけるユグドラのクラス。武器は剣。ヴァルキリーに似た特性を持つが、城砦地形を得意とする。専用スキルはヴァルキリーと同じく「レヴォリューション」。
ラ・ピュセル
ゲーム後半、ファンタジニア王として即位したユグドラのクラス。全体的に能力が上昇しており、必ずエースになれる特性を得ており、暗黒属性が弱点では無くなった。専用スキルは「レヴォリューション」と「ジハード」。
ストレイシーフ
ミラノ専用のクラス。武器は斧。地形としては荒野が得意で、石化攻撃を無効化する特性をもっている。また、苦手とする属性はない。専用スキルは「スティール」。
テンプルナイト
ゴードンのクラス。武器は槍。ナイトと同等の能力を持ち、神聖属性の属性攻撃ができ、都市地形を得意とし、ステータス異常と神聖攻撃を無効化する。
シーフ
BattleField01で登場するコブンのクラス。武器は斧。荒野地形を得意とする。
ドラゴンナイト/ドラグーン
ガルカーサのクラス。武器は鎌。ドラゴンに跨った大型ユニットで敵や水面を通り抜けて移動できる。火炎属性の属性攻撃ができ、荒地地形を得意とし、火炎攻撃を無効化する。専用スキルは「ジェノサイド」。あるアイテムを装備することで、デュランも一時的にドラゴンナイトになることができる。
ブロンガナイト
ゲーム終盤、魔竜ブロンガの血を覚醒させたガルカーサのクラス。ドラグーンの特性に加え、ステータス異常とすべての属性攻撃を無効化する。
エインシャント
ネシアのクラス。武器は書。連戦ハンデを受けず、スケルトンに対して強く、ステータス異常を受け付けない。専用スキルは「リィンカネーション」。
アークエンジェル
マリエッタのクラス。武器は杖。特殊なシールドを備えている。専用スキルは「リヴェリオン」。
ミスティックウィッチ
パメラ専用のクラス。武器は杖。どこでも地形攻撃可能で、ステータス異常を受け付けず、アイテムを奪われない。反面、ウンディーネには弱い。「コーマカルマ」を使用することの出来るクラスの一つである。
タクティシャン
ミステール専用のクラス。武器は鎌。鎌を武器にしている唯一の女性クラスである。都市地形を得意とする。専用スキルは「オブリヴィアスドーン」。
ジ・エンジェリック
367号専用のクラス。武器は斧。冷気属性の属性攻撃ができ、Dプロテクションで突撃&反撃、さらにスティール、ブラッディクロー、アイテムブレイクを無効化し、冷気属性を無効化する。ステータス異常も無効。強化後は毎ターン士気が減少する。専用スキルは「ジャッジメント・ゼロ」。

### 汎用クラス
一般兵として複数名登場するもののクラス
フェンサー
男性ユニットの剣士。名前のあるキャラクターではラッセルやインザーギやカナンがいる。雷撃属性の属性攻撃ができ、雷撃攻撃を無効化する。専用スキルは「アイテムブレイク」。
ヴァルキリー
女性ユニットの剣士。名前のあるキャラクターではアイギナ・ルシエナやモニカがいる。神聖属性の属性攻撃ができ、ゴーレムに強く、神聖攻撃を無効化する。暗黒攻撃を苦手とする。専用スキルは「レボリューション」。
ナイト
馬に跨った騎兵。名前のあるキャラクターではデュランやレオンがいる。男性ユニットの槍使いであり、敵ユニットを通り抜けて移動できる。街道や架橋での戦いを得意とする。グリフライダーや森林地系での戦いを苦手とする。専用スキルは「チャリオット」。
ウンディーネ
水中にすむ女性だけの種族で、槍を武器とする。名前のあるキャラクターではニーチェやエメローネがいる。水面を移動でき、水面での戦いが得意。冷気属性の属性攻撃ができ、冷気攻撃を無効化するが、火炎攻撃や砂漠での戦いを苦手とする。専用スキルは「ダイヤモンドダスト」。「ブリザード」をウンディーネが使うことで発動し、水面を凍結させる。
バンディット
斧を武器とする盗賊や蛮族の男性。集落を破壊する。
グリフライダー
グリフォンに跨り、斧を振るう女性ユニット。このクラスの代表的なキャラクターはキリエとエミリオである。飛行しているため地形の影響を受けない。ただでさえ武器相性がよいナイトやガーディアンナイトなどのユニットに対して有利に戦える特性をもつが、ハンターには弱い。敵のグリフライダーにフレイムのカードを使用してから倒すと、グリフグリルが手に入ることがある。
ハンター
弓を操る狩人の男性。名前のあるキャラクターではクルスやミゼルがいる。昼間に真価を発揮し、森林での戦いを得意とし、グリフライダーに強い。
アサシン
ボウガンを携えた暗殺者の女性。名前のあるキャラクターではエレナやジルヴァがいる。夜間に真価を発揮し、暗黒属性の属性攻撃ができ、暗黒攻撃を無効化する。専用スキルは「ブラッディクロー」。
ネクロマンサー
屍を操る魔道士の男性。武器は杖。名前のあるキャラクターではロズウェルやマルディムがいる。暗黒属性の属性攻撃ができ、スケルトンに強く、暗黒攻撃を無効化するが、神聖攻撃に弱い。夜間のみ一つ飛びで移動できる。専用スキルはスケルトンを呼び出す「ネクロゲート」。
ウィッチ
箒に跨った魔女。武器は杖。名前のあるキャラクターではロザリィやユーディがいる。火炎属性の属性攻撃ができ、火炎攻撃を無効化する。専用スキルはゴーレムを作り出す「メイクドール」。
スケルトン
ネクロマンサーに呼び出される屍。武器は塊。ステータス異常を受けないが、神聖攻撃やネクロマンサーに弱く、昼間は眠りについて無防備になってしまう。専用スキルは「ポイズンブレス」。
ゴーレム
ウィッチに作り出される岩の巨人。武器は塊。建物や橋などを破壊しながら移動できるが、1ターンに1歩しか動けない。ステータス異常を受けないが、雷撃攻撃やヴァルキリーに弱く、ラ・ピュセルを除く剣ユニットを苦手とする。専用スキルは周囲のオブジェクトを破壊する「アースクウェイク」。
ガーディアンナイト
バルドゥスと彼が従える騎士団のクラス。ナイトの上位クラスというべきクラスで、ステータス異常を無効化する。グリフライダーに弱いのは同様。
インペリアルナイト
ガルカーサの親衛隊のクラス。ドラゴンに跨った竜騎兵であり、武器は鎌。火炎属性の属性攻撃ができ、荒野地形を得意とするが、冷気攻撃に弱い。「フレイム」で倒すことで「ドラゴンステーキ」というアイテムが手に入る。
アスタロテ
ネシアに呼び出された人間型の「不帰なるもの」のクラス。一見ヴァルキリーに似ているが、ヴァルキリーとは逆に暗黒属性を持ち神聖属性に弱い。
サーヴァント

### クラス対応表
|                      | 武器 | 性別 | 主なキャラクター                   |
| -------------------- | ---- | ---- | ---------------------------------- |
| ソードメイデン       | 剣   | 女   | ユグドラ                           |
| ラ・ピュセル         | 剣   | 女   | ユグドラ                           |
| ヴァルキリー         | 剣   | 女   | アイギナ / ルシエナ / モニカ       |
| フェンサー           | 剣   | 男   | インザーギ / ラッセル / カナン     |
| ストレイシーフ       | 斧   | 男   | ミラノ                             |
| バンディット         | 斧   | 男   | オルテガ / ドルト                  |
| シーフ               | 斧   | 男   | コブン                             |
| グリフライダー       | 斧   | 女   | キリエ / エミリオ                  |
| ナイト               | 槍   | 男   | デュラン / レオン                  |
| ガーディアンナイト   | 槍   | 男   | バルドゥス                         |
| テンプルナイト       | 槍   | 男   | ゴードン                           |
| ウンディーネ         | 槍   | 女   | ニーチェ / エメローネ / イシーヌ   |
| ネクロマンサー       | 杖   | 男   | ロズウェル / マルディム / ユベロン |
| ウィッチ             | 杖   | 女   | ロザリィ / ユーディ / パメラ       |
| ハンター             | 弓   | 男   | クルス / ミゼル                    |
| アサシン             | 弓   | 女   | ジルヴァ / エレナ / アマレウス     |
| インペリアルナイト   | 鎌   | 男   |                                    |
| ドラゴンナイト       | 鎌   | 男   | デュラン / ガルカーサ              |
| ドラグーン           | 鎌   | 男   | ガルカーサ                         |
| ブロンガナイト       | 鎌   | 男   | ガルカーサ                         |
| ジ・エインシャント   | 書   | 男   | ネシア                             |
| ゴーレム             | 塊   | なし | マモリガミ                         |
| スケルトン           | 塊   | なし |                                    |
| アークエンジェル     | 杖   | 女   | マリエッタ                         |
| タクティシャン       | 鎌   | 女   | ミステール                         |
| ミスティックウィッチ | 杖   | 女   | パメラ                             |
| サーヴァント         | 弓   | 男   | 上級神界兵 / 下級神界兵            |
| ジ・エンジェリック   | 斧   | 女   | 367号                              |

## タクティクスカード
|                      | エースタイプ | 主な使用キャラクター  |
| -------------------- | ------------ | --------------------- |
| ジェノサイド         | 鎌           | ガルカーサ            |
| レヴォリューション   | 剣           | アイギナ / ルシエナ   |
| フレイム             | 杖           | ユーディ              |
| バンシーズクライ     | 剣           | インザーギ            |
| ブラッディクロー     | 弓           | ジルヴァ              |
| グラヴィティカオス   | 斧           | エミリオ              |
| チャリオット         | 槍           | レオン                |
| エースガード         | ALL          | バルドゥス            |
| リィンカーネーション | 書           | ネシア                |
| アイテムブレイク     | 剣           | ラッセル              |
| サンクチュアリ       | ALL          | モニカ                |
| バニッシュ           | 剣           | カナン                |
| ブリザード           | 槍           | エメローネ / イシーヌ |
| サンダーボルト       | 弓           | ミゼル                |
| ミラージュ           | ALL          | オルテガ              |
| ロックフォール       | ALL          | オルテガ              |
| フォーチュン         | ALL          | パメラ                |
| サンドストーム       | ALL          | ドルト                |
| ポイズンブレス       | 塊           | マルディム            |
| メデューサアイ       | 弓           | ユベロン              |
| メイクドール         | 杖           | ロザリィ              |
| ネクロゲート         | 杖           | ロズウェル            |
| スティール           | 斧           | ミラノ                |
| シールドバルア       | ALL          |                       |
| ドラゴンキラー       | 斧           |                       |
| アースクウェイク     | 塊           |                       |
| マインドチェンジ     | ALL          |                       |
| ジハード             | ALL          | ユグドラ              |
| リフレッシュメント   | ALL          |                       |
| キスオブデス         | ALL          |                       |
| アイヴィウィップ     | ALL          |                       |
| マントラップ         | ALL          |                       |
| リヴェリオン         | 杖           | マリエッタ            |
| オブリヴィアスドーン | 鎌           | ミステール            |
| コーマカルマ         | ALL          | パメラ                |
| ジャッジメントゼロ   | 斧           | 367号                 |

- オブリヴィアスドーン、コーマカルマ、ジャッジメントゼロはPSP版のみ登場。

## Riviera 〜約束の地リヴィエラ〜との共通点
同一スタッフが製作したRiviera 〜約束の地リヴィエラ〜と内容を比較すると、総合的なゲーム性は全く異なるものの、共通点も多い。
最も共通性が見出しやすいのはグラフィック面である。丁寧に描き込まれたドット絵のキャラクターや背景もさることながら、小さいながらも読みやすい独特の英字フォントは、他社の作品には見られない大きな特徴である。
またシステム面では、複数キャラクター間における戦略資源（アイテムやタクティクスカード）の共有、スキルゲージといった点に共通性が存在する。
世界観では、劇中では明言されていないがこれら二作品の世界はそれぞれがヘブンズゲートを介して神界と繋がっていること、また両作品に登場する「神界」は同一の存在である事が、電撃「マ）王でのスタッフインタビューにて明言されている。この事は、両作品に共通した名称のアイテム等が登場する事、また本作に登場するキャラクターである“マリエッタ”のデザインがリヴィエラのとあるキャラクターに酷似している（最強技の名称も同じ）事からも推測される。更にPSP版の新規マップではリヴィエラの登場人物の名が出ており、繋がりがより明確となった。2008年9月発売の『ナイツ・イン・ザ・ナイトメア』もまた、これらの世界観に連なる新たな世界を舞台とした物語である。

## 北米版のレーティング
日本版は全年齢対象だが、北米版ではTeen（13歳以上対象）となっている。その理由は、「一部の裸」「暴力的な発言」「残酷な描写」「飲酒の表現」に因る。

## インターネットラジオ
本作のPSP版の発売の前後にかけて、インターネットラジオ番組乙女ユニオン結成!麻衣とゆいのユグドラジオが配信された。パーソナリティはPSP版で声優を務めた中原麻衣と榊原ゆい。

## 派生作品

### 携帯電話用アプリ
携帯サイトスティングステーションにて配信されている携帯アプリゲーム。
- ニーチェの宝探し（2007年3月1日公開）
  - 本作の登場人物であるニーチェを主人公に据えたアクションゲーム。
- ユグドラ・ユニゾン（2007年11月1日公開）
  - ファンタジニア王国や、ミラノ盗賊団、新生ブロンキア帝国、エンベリア公国、白薔薇領、黒薔薇領などの勢力から1つを選択し、大陸制覇を狙うシミュレーション。2009年12月3日、ニンテンドーDS用ソフトがアトラスから発売された。
- ミラノダッシュ
  - 本作の登場人物であるミラノを主人公に据えた横スクロール型のアクションゲーム。
- ユグドラ・クイズ・ユニオン
  - ユグドラ、ミラノ、デュラン、ニーチェ、キリエ、ガルカーサの中から最大二人を選択し、本作に関するクイズに挑戦するクイズゲーム。
- ユグドラ・パズル
  - ユグドラ、ミラノ、デュラン、ニーチェ、エレナ、ロズウェル、ロザリィなどから一人を選択してCPU戦を行う落ち物パズル。

### ブログパーツ
公式サイトにて配布されているブログパーツのゲーム。
- ユグドラスラッシュ